# La Balme-de-Sillingy
La Balme-de-Sillingy är en kommun i departementet Haute-Savoie i regionen Auvergne-Rhône-Alpes i sydöstra Frankrike. Kommunen ligger i kantonen Annecy-Nord-Ouest som tillhör arrondissementet Annecy. År 2022 hade La Balme-de-Sillingy 5 215 invånare.

## Befolkningsutveckling
Antalet invånare i kommunen La Balme-de-Sillingy
| Referens: INSEE |